# Eismond

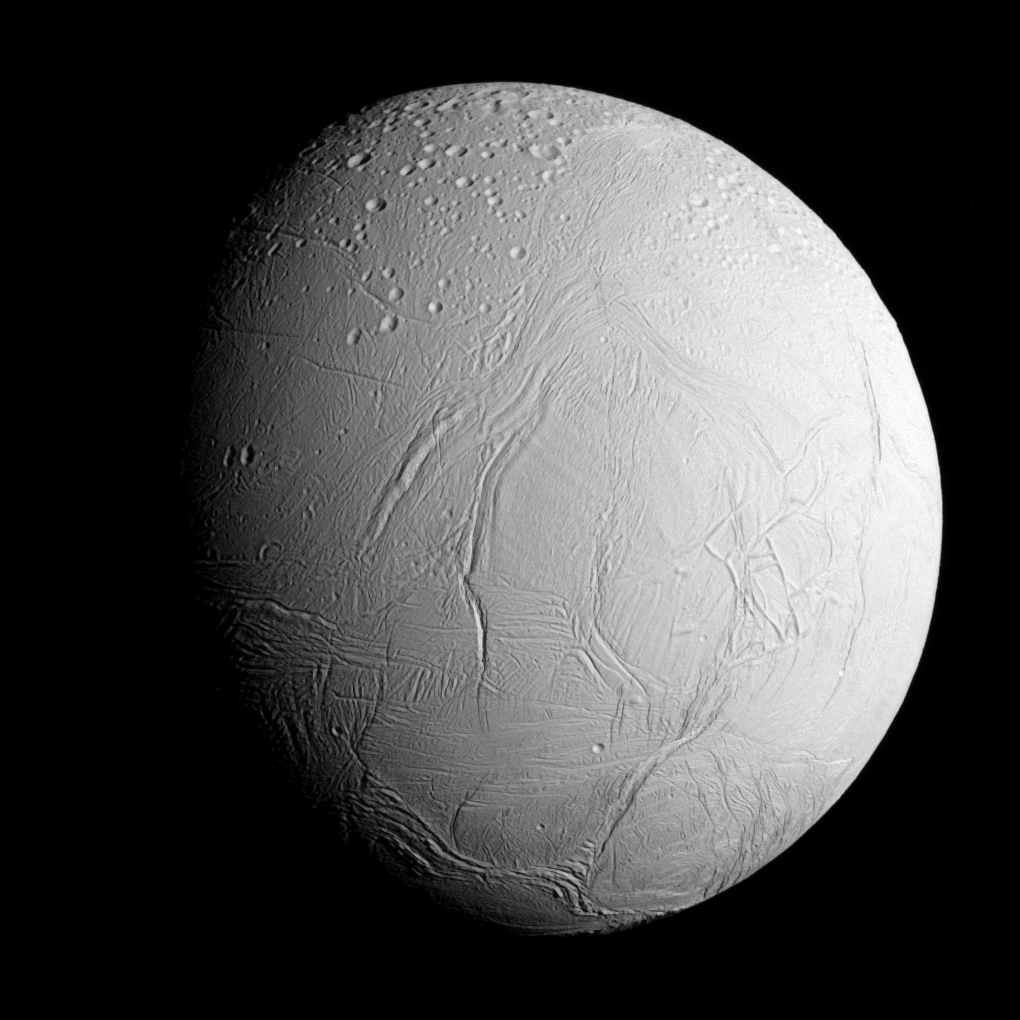
Der Saturnmond Enceladus

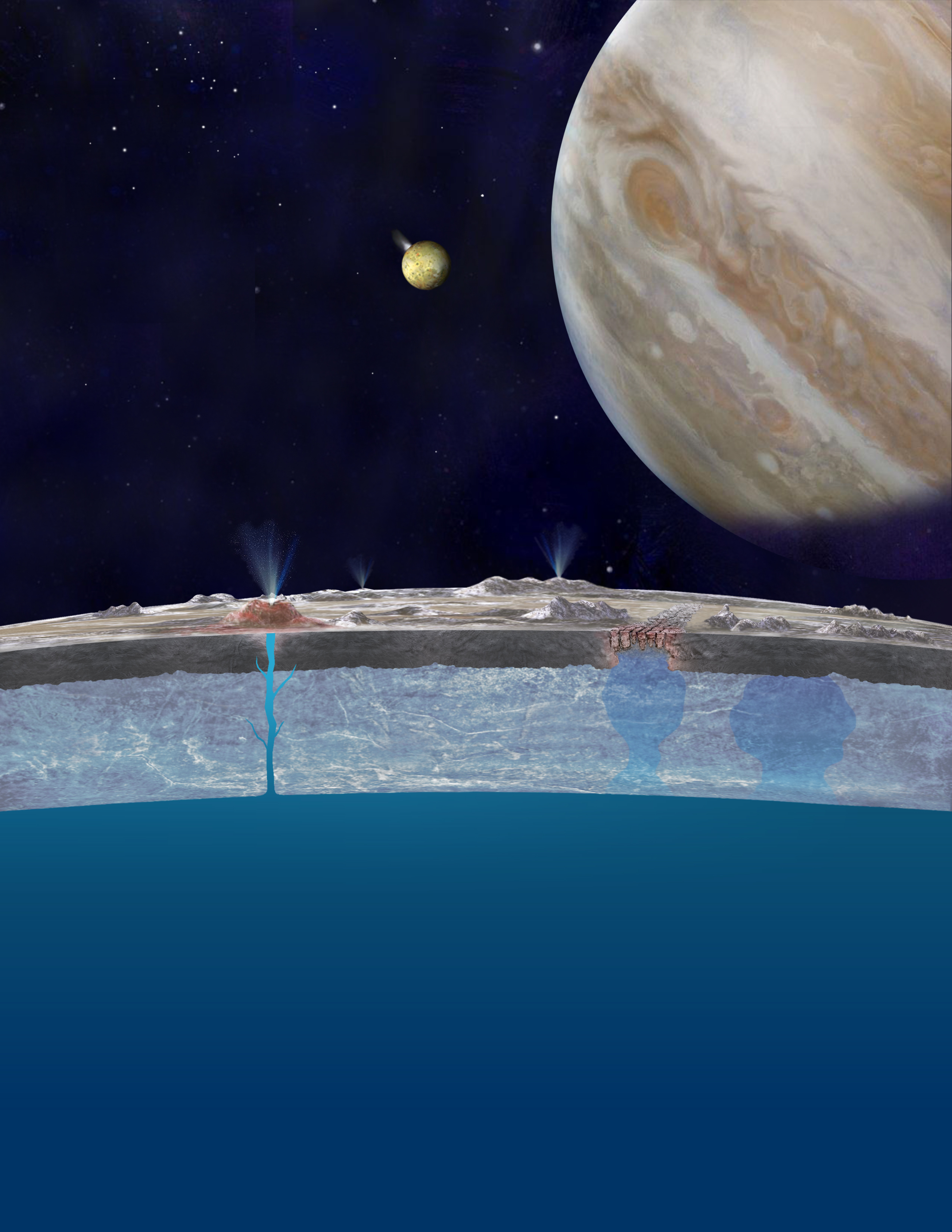
Hypothetische Querschnittszeichnung des Jupitermondes Europa

Eismonde sind in der Astronomie natürliche Satelliten, deren Oberfläche vorwiegend aus Eis (meistens, jedoch nicht ausschließlich, aus Wassereis) besteht. Ein solcher Himmelskörper besitzt eine Kryosphäre, die die gesamte Oberfläche des Körpers einnimmt und mitunter sehr voluminös sein kann.
Alle bekannten Eismonde befinden sich im äußeren Sonnensystem in einem Abstand vom Zentralgestirn jenseits der sogenannten Eislinie. Bei der Entstehung der Planeten und Monde aus der protoplanetaren Scheibe resublimiert  jenseits dieser Linie das Wassereis aus dem Gas der Scheibe aus.
Viele der Monde in diesem äußeren Bereich der Gasplaneten haben einen großen Anteil an Wasser, das wegen der niedrigen Temperaturen an der Oberfläche der Monde in Eisform vorliegt. In ihrem Inneren kann jedoch durch den hohen Druck sowie durch Wärmequellen wie Gezeitenkräfte oder radioaktive Nuklide Wasser in flüssiger Form vorliegen. Diese flüssigen Wasserkörper, extraterrestrische Ozeane, könnten die Voraussetzungen für außerirdisches Leben bieten.
Das klassische Beispiel für einen Eismond ist der Jupitermond Europa.

## Allgemeines

Phasendiagramm des Eises mit einigen der 18 bis zum Januar 2004 entdeckten Eisformen

Eismonde können auf ihrer Oberfläche ähnliche Strukturen wie Gesteinsmonde haben, also etwa Krater, Gräben und Furchen. Sie können auch eine Art von „kaltem“ Vulkanismus, die man als Kryovulkanismus (Kälte- oder Eisvulkanismus) bezeichnet, sowie Geysire aufweisen.
In ihrem Inneren können Eismonde einen differenzierten Aufbau besitzen und dabei einen subglazialen Ozean unter der Eisdecke, sowie einen Gesteinskern aus silikatischem oder metallischem Material haben. Auch komplexere Schalenaufbauten sind denkbar. Durch Gezeitenkräfte (Gezeitenreibung) können sie eine innere Erwärmung erfahren.
Bei einigen Eismonden wird angenommen, dass sie unter ihrer Oberfläche Schichten aus Eismodifikationen besitzen, die nur bei hohem Druck vorkommen (Hochdruckeis).

## Forschungsmissionen
Die Raumsonde JIMO (Jupiter Icy Moons Orbiter) der NASA wurde ab 2003 für die Erforschung der Eismonde Ganymed, Kallisto und Europa geplant. Die Mission wurde jedoch 2005 aus Budgetgründen wieder gestoppt.
Ab 2012 wurde von der ESA die Raumsonde JUICE (Jupiter Icy Moon Explorer; deutsch Jupiter-Eismond-Erkunder) zur Erforschung aller vier Galileischen Monde entwickelt. Ihr Start erfolgte im April 2023.

## Eismonde des Jupiters
Die meisten der bekannten 80 (Stand: 31. Juli 2022) Monde des Jupiters bestehen hauptsächlich aus silikatischem Gestein. Drei der vier galileischen Monde sind jedoch Eismonde, sowie wahrscheinlich mindestens einer der kleineren Satelliten.

### Ganymed

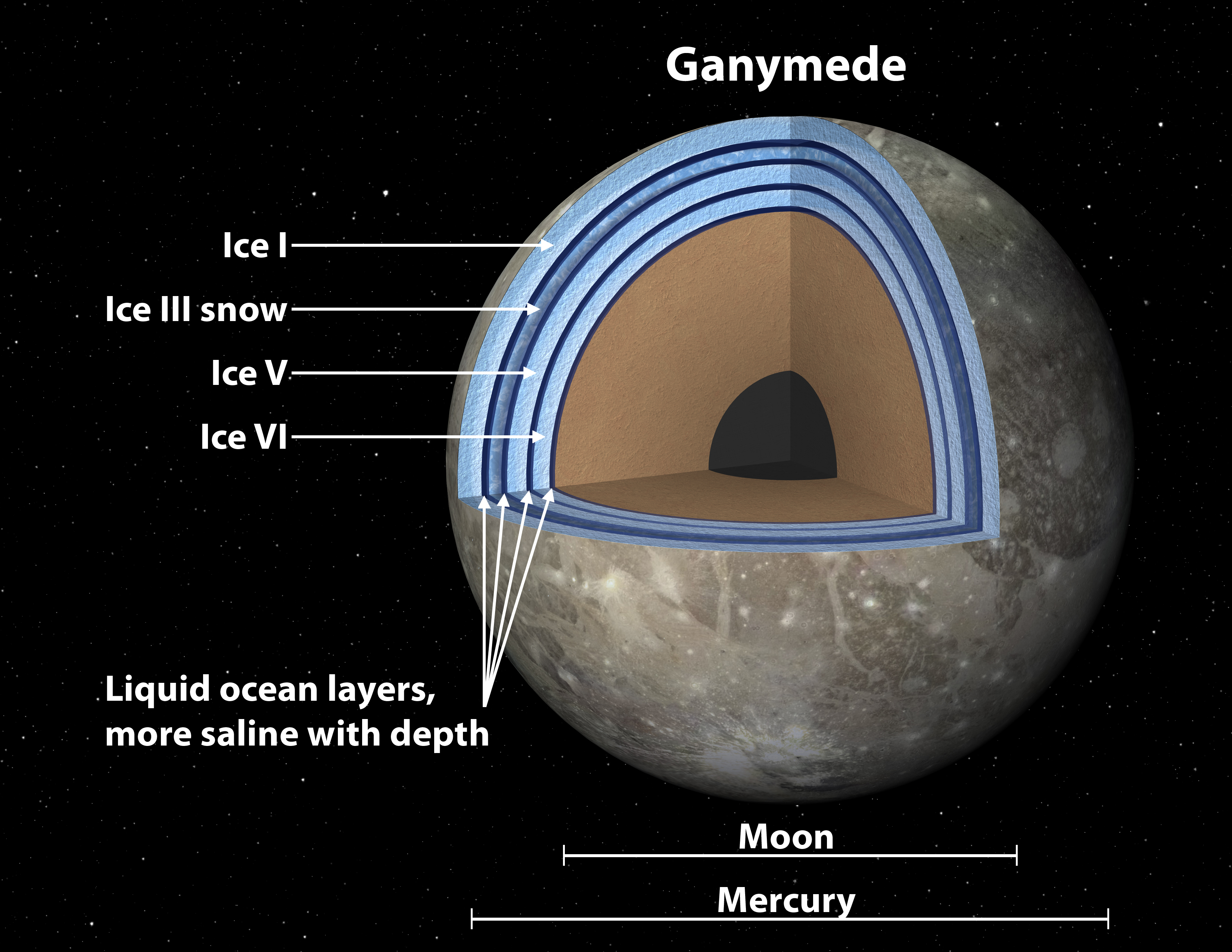
Ganymeds neues Schichtenmodell mit mehreren Ozeanen und Eissorten (englische Beschriftung)

Ganymed ist der größte der Jupitermonde. Die Auswertung der Daten der Raumsonde Galileo weist darauf hin, dass es sich bei ihm um einen differenzierten Körper handelt, dessen Schalenaufbau aus vier Schichten besteht: Ein relativ kleiner Kern aus Eisen oder Eisensulfid ist von einem Mantel aus silikatischem Gestein umgeben. Darüber liegen eine etwa 800 km dicke Schicht aus weichem Wassereis und eine äußere harte Eiskruste.
Nach einem neuen Modell der Kruste wäre es auch möglich, dass sich unter der Eisoberfläche ein leicht salzhaltiger Ozean befindet, in dessen unterem Bereich durch hohen Druck sich Kristalle einer dichteren Eissorte bilden. Die enthaltenen Salze werden frei und sinken nach unten, wo sie mit Wasser einen unteren salzhaltigeren Ozeanteil bilden. Dieser schwimmt auf einer weiteren Schicht aus einer noch dichteren Eissorte, die wiederum auf einem noch salzhaltigeren und damit noch dichteren Ozean schwimmt, der auf Ganymeds Gesteinsmantel aufliegt.

### Kallisto

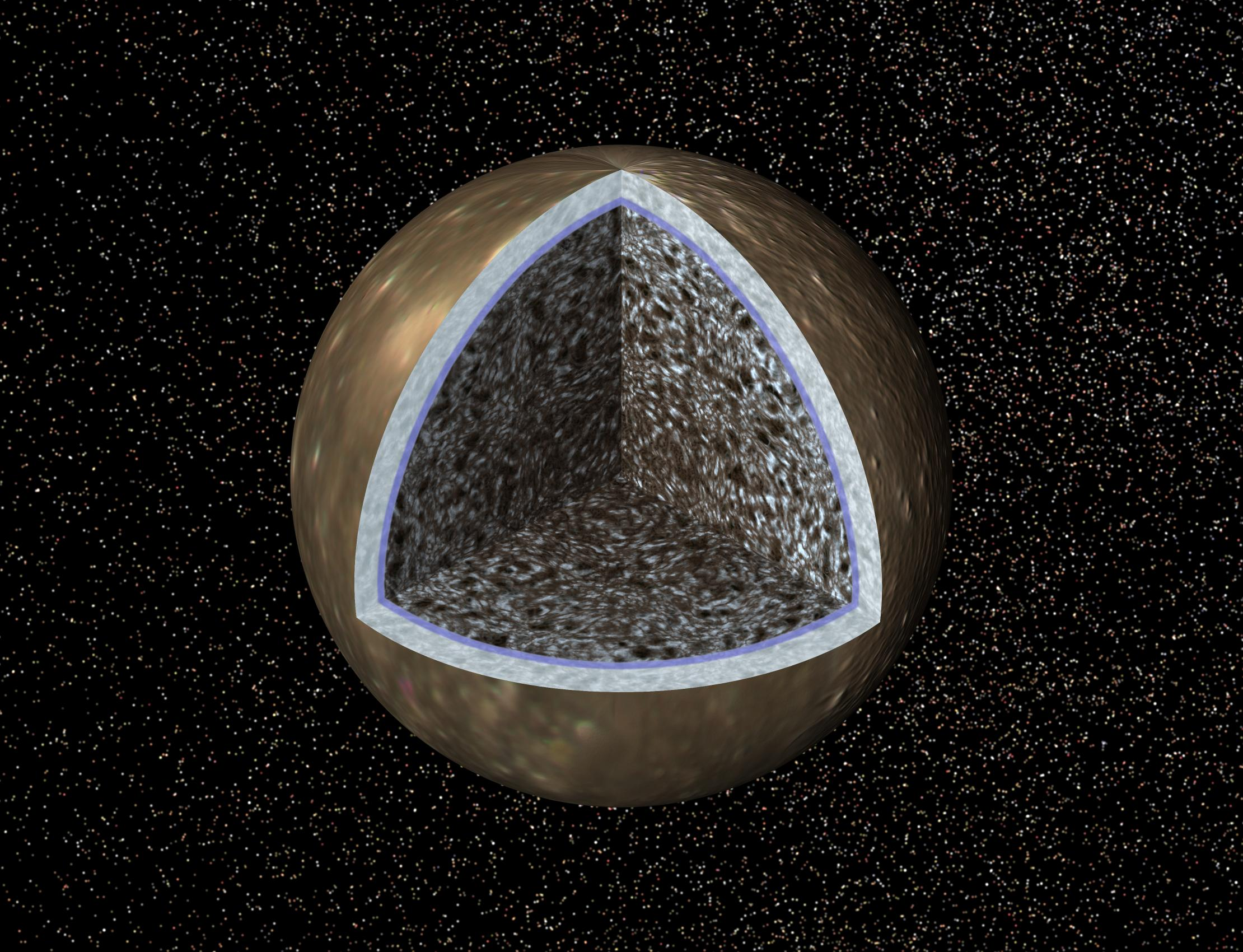
Innerer Aufbau von Kallisto: das Innere besteht aus Eis und Gestein, darüber ein möglicher Ozean, auf der Oberfläche befindet sich eine Eisschicht

Kallisto ist der zweitgrößte der Jupitermonde und weist die höchste Dichte an Einschlagkratern im ganzen Sonnensystem auf. Bei den Einschlägen entstandene konzentrische ringförmige Erhebungen prägen die Oberfläche; größere Gebirgszüge sind nicht vorhanden. Dies lässt darauf schließen, dass Kallistos Oberfläche überwiegend aus Wassereis zusammengesetzt ist. Die Eiskruste hat über geologische Zeiträume hinweg nachgegeben, wobei ältere Krater und Gebirgszüge eingeebnet wurden.
Die sichtbare Oberfläche liegt auf einer Eisschicht, die eine geschätzte Mächtigkeit von 200 km aufweist. Darunter befindet sich vermutlich ein 10 km tiefer Ozean aus flüssigem Salzwasser, worauf magnetische Messungen der Raumsonde Galileo hinweisen. Ein weiteres Indiz für flüssiges Wasser ist die Tatsache, dass auf der entgegengesetzten Seite des Kraters Valhalla keine Brüche und Verwerfungen sichtbar sind, wie sie auf massiven Körpern, wie dem Erdmond oder dem Planeten Merkur beobachtet werden können. Eine Schicht flüssigen Wassers hat offensichtlich die seismischen Schockwellen gedämpft, bevor sie sich durch das Mondinnere bewegten.

### Europa

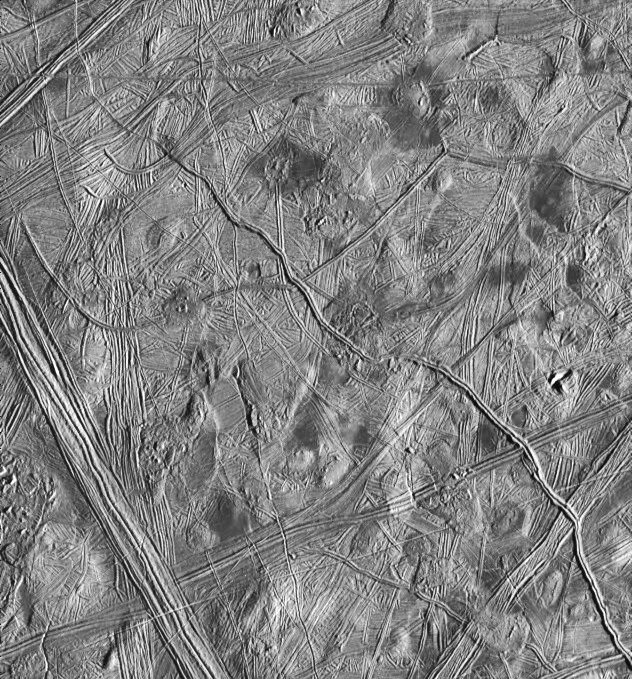
Europa: Ein Gebiet mit Lineae, Domes und dunklen Flecken; der Ausschnitt ist 140 km × 130 km groß

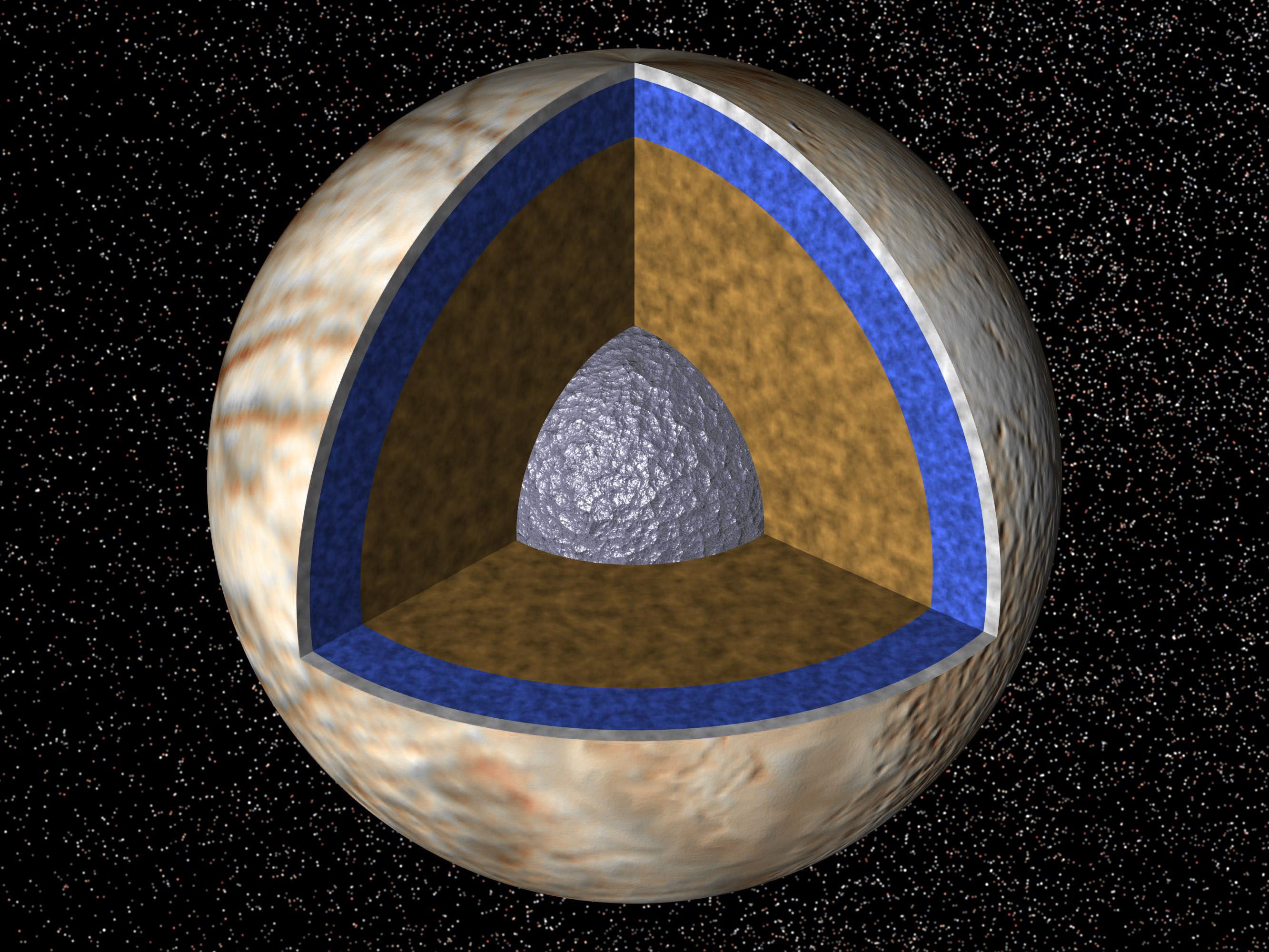
Innerer Aufbau von Europa: der Kern besteht aus Eisen oder Nickel (grau dargestellt), umgeben von einer Gesteinsschicht (braun). Darüber befindet sich ein möglicher Ozean (blau). Die Oberfläche wird aus Eis gebildet.

Europa ist der viertgrößte der Jupitermonde und hat mit einer Albedo von 0,64 eine der hellsten Oberflächen aller bekannten Monde im Sonnensystem. Europas Oberfläche besteht aus Eis. Ihr auffälligstes Merkmal ist ein Netzwerk von rötlichen kreuz und quer verlaufenden Gräben und Furchen (Lineae), die die gesamte Oberfläche überziehen. Die Lineae haben eine starke Ähnlichkeit mit Rissen und Verwerfungen auf irdischen Eisfeldern. Die größeren sind etwa 20 Kilometern breit und besitzen undeutliche äußere Ränder sowie einen inneren Bereich aus hellem Material. 
Die Lineae könnten durch Kryovulkanismus oder den Ausbruch von Geysiren aus warmem Wasser entstanden sein, wodurch die Eiskruste auseinander gedrückt wurde.
Diese Lineae befinden sich außerdem zum allergrößten Teil an anderen Stellen, als man sie erwartet. Dies lässt sich möglicherweise dadurch erklären, dass sich zwischen Eiskruste und Gesteinsoberfläche Wasser befindet. Dieses könnte entstanden sein, weil sich auf Grund der exzentrischen Umlaufbahn des Mondes um den Jupiter andauernd dessen Gravitationswirkung auf Europa ändert, sodass dieser ständig verformt wird. Dadurch erwärmt sich Europa und das Eis schmilzt zum Teil.
Europas Oberflächentemperatur erreicht maximal −150 °C. Die glatte Oberfläche und die Strukturen erinnern sehr stark an Eisfelder in Polarregionen auf der Erde. Es wird vermutet, dass sich unter Europas Eiskruste flüssiges Wasser befindet, das durch Gezeitenkräfte erwärmt wird. Bei den sehr niedrigen Oberflächentemperaturen ist Wassereis hart wie Gestein. Die größten sichtbaren Krater wurden offensichtlich mit frischem Eis ausgefüllt und eingeebnet. Dieser Mechanismus sowie Berechnungen der durch die Gezeitenkräfte verursachten Erwärmung lassen darauf schließen, dass Europas Kruste aus Wassereis etwa 10 bis 15 Kilometer stark ist. Die darunter liegende Wasserschicht könnte bis zu 100 Kilometern dick sein. Die Menge an flüssigem Wasser wäre damit mehr als doppelt so groß wie die der irdischen Ozeane. Ab etwa 3 Kilometern unter der Oberfläche könnte es jedoch im Eis eingeschlossene Wasserblasen geben.
Detaillierte Aufnahmen zeigen, dass sich Teile der Eiskruste gegeneinander verschoben haben und zerbrochen sind, wobei ein Muster von Eisfeldern entstand. Die Bewegung der Kruste wird durch Gezeitenkräfte hervorgerufen, die die Oberfläche um 30 m heben und senken. Die Eisfelder müssten aufgrund der gebundenen Rotation ein bestimmtes, vorhersagbares Muster aufweisen. Weitere Aufnahmen zeigen stattdessen, dass nur die geologisch jüngsten Gebiete ein solches Muster aufweisen. Andere Gebiete weichen mit zunehmendem Alter von diesem Muster ab. Das kann damit erklärt werden, dass sich Europas Oberfläche geringfügig schneller bewegt als ihr innerer Mantel und der Kern. Die Eiskruste ist vom Mondinnern durch das dazwischen liegende Wasser mechanisch entkoppelt und wird von Jupiters Gravitationskräften beeinflusst. Vergleiche von Aufnahmen der Raumsonden Galileo und Voyager 2 zeigen, dass sich Europas Eiskruste in etwa 10.000 Jahren einmal komplett um den Mond bewegen müsste.

### Amalthea
Amalthea ist ein sehr unregelmäßig geformter Körper mit einer geringen Dichte von nur 0,86 g/cm³. Das spricht für einen porösen Aufbau aus Wassereis. Möglicherweise handelt es sich um ein „zugelaufenes“ Objekt, das entweder aus dem äußeren Jupitersystem stammt oder in großem Sonnenabstand entstanden und durch Jupiters Anziehungskraft eingefangen worden ist.

## Eismonde des Saturns
Alle 83 (Stand: 26. September 2022) bekannten Monde des Saturns (deren Dichte bekannt ist) bestehen vermutlich aus einem überwiegenden Anteil an Wassereis und silikatischem Gestein. Ihre Dichte variiert von etwa 0,5 g/cm³ (Wassereis mit geringem Anteil an silikatischem Gestein) bis etwa 2,3 g/cm³ (Wassereis mit hohem Anteil an silikatischem Gestein). Da von vielen der 83 Saturnmonde kaum etwas bekannt ist, ist es nicht ausgeschlossen, dass sich darunter Monde befinden könnten, die nicht großteils aus Eis bestehen.

### Titan

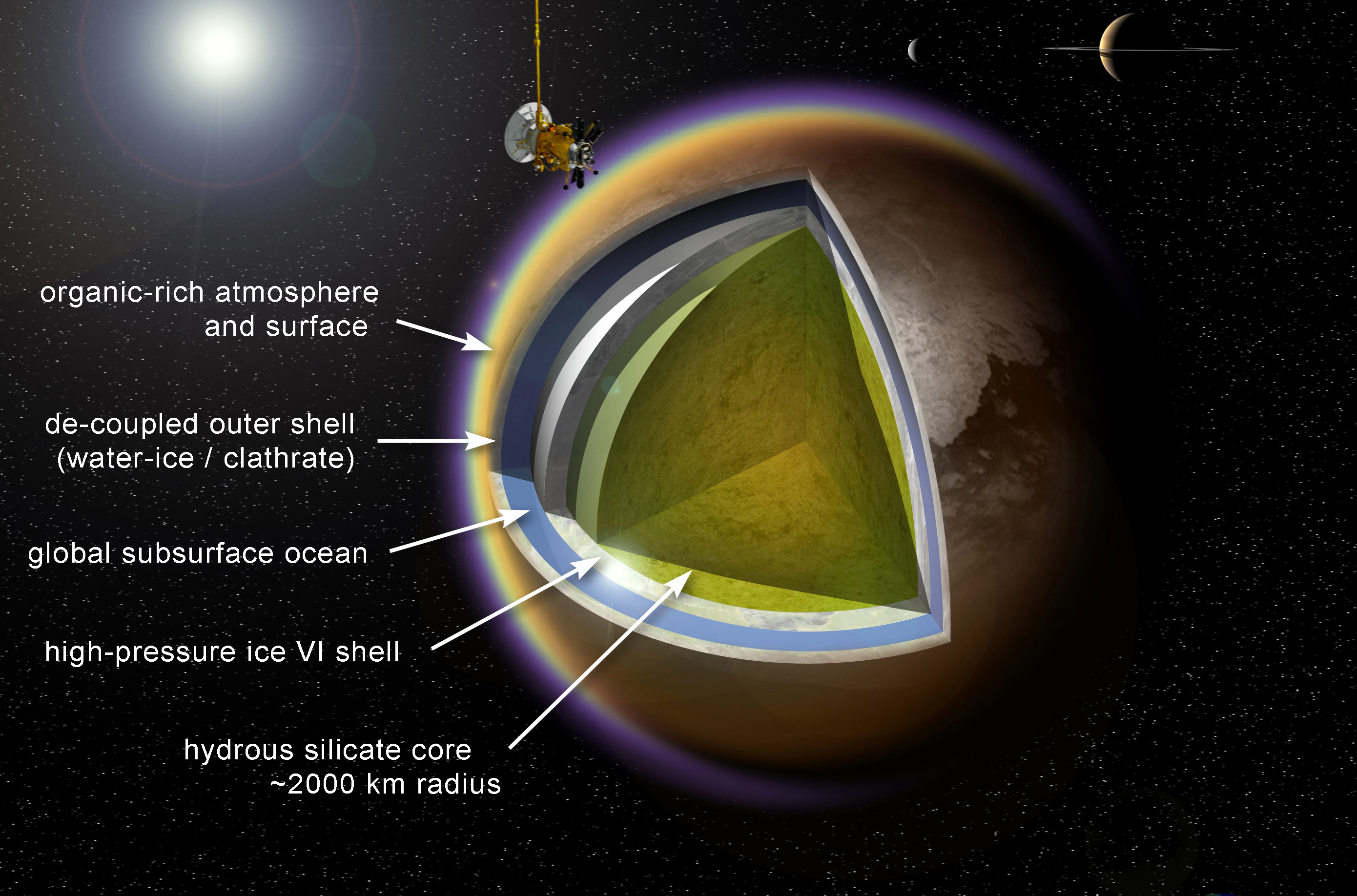
Schnittzeichnung zur Illustration des inneren Aufbaus des Titan

Titan ist der größte der Saturnmonde. Sein fester Körper setzt sich etwa zur Hälfte aus einem Mantel von Wassereis und zur anderen Hälfte aus einem Kern von silikatischem Gestein zusammen. Radarmessungen der Cassini-Sonde deuten darauf hin, dass unter der Eiskruste ein Ozean aus flüssigem Wasser existiert. Die Dicke der Eiskruste wird auf etwa 80 Kilometer geschätzt.
Nach einem Modell, das vom Jupitermond Europa auf Titan übertragen wurde, kann die Wärmeentwicklung durch Gezeitenreibung auch unter seiner Eiskruste zu der Bildung dieser aufgeschmolzenen Schicht geführt haben. Sie müsste sich mit der Sonde Cassini durch Schwerefeldmessungen nachweisen lassen.
Im Wasser zu etwa 10 % enthaltenes Ammoniak würde als Frostschutzmittel (siehe Gefrierpunkterniedrigung) wirken, so dass sich trotz der in dieser Tiefe zu erwartenden Temperatur von −20 °C ein flüssiger Ozean gebildet haben könnte – zumal in Verbindung mit dem dortigen hohen Druck.
Die Existenz eines Ozeans in der Tiefe bedeutet geologisch gesehen, dass die darüber liegende Kruste wesentlich beweglicher sein kann als auf Himmelskörpern, die durchgehend fest sind, wie beispielsweise der Erdmond. Die Krustenbeweglichkeit führt zu den beobachteten tektonischen Großstrukturen und ebenso zum Kryovulkanismus, wobei vermutet werden kann, dass auch Wasser aus dem untergründigen Ozean direkt am Eisvulkanismus beteiligt ist, wie es bei der Erde mit Magma aus dem Mantel der Fall ist. Wie auf Enceladus bereits nachgewiesen wurde, können die Krustenbewegungen allein lokal so viel Wärme erzeugen, dass bedeutende Mengen an Eis in den Bewegungszonen verflüssigt werden und Kryovulkanismus erzeugen.
Cassini entdeckte, dass über Titanbergen die Anziehung schwächer ist als über flachen Gegenden. Die Forscher vermuten daher, dass das Eis unter Bergen tiefer in den Ozean hineinreicht als unter Ebenen. Die Auswertung von Schwerefeldmessungen von Cassini ergab, dass der vermutete Ozean sehr salzhaltig sein muss. Er ist dabei einzufrieren, weshalb die äußerste Eisschicht über ihm sehr starr sein dürfte.

### Rhea
Rhea, der zweitgrößte der Saturnmonde, ist zu etwa zwei Drittel aus Wassereis sowie einem Kern aus silikatischem Gestein zusammengesetzt. Ihre dünne Eiskruste hat über geologische Zeiträume hinweg nachgegeben. Auf der folgenden Hemisphäre von Rhea sind helle Streifen auf einer dunklen Oberfläche sowie einige Einschlagkrater sichtbar. Die Streifen entstanden in einer frühen Entwicklungsphase durch Kryovulkanismus, als das Innere des Mondes noch flüssig war.

### Iapetus
Iapetus ist der drittgrößte der Saturnmonde und fast vollständig aus Wassereis mit geringen Anteilen an silikatischem Gestein aufgebaut. Iapetus’ Oberfläche kann anhand ihrer Verfärbung in zwei deutlich verschiedene Regionen unterteilt werden. Die führende Hemisphäre (Cassini Regio genannt) ist mit einer Albedo von 0,03 bis 0,05 sehr dunkel und rötlich gefärbt. Die folgende Hemisphäre (Roncevaux Terra genannt) ist mit einer Albedo von 0,5 so hell wie der Jupitermond Europa. Der Helligkeitsunterschied ist so auffällig, dass Cassini berichtete, den Mond mit seinem Teleskop nur auf einer Seite von Saturn beobachten zu können. Wandte der Mond der Erde die dunkle Region zu, blieb er unsichtbar. Iapetus hat von allen Körpern im Sonnensystem den größten Helligkeitskontrast. Die helle Seite ist vereist und stark verkratert. Nach neuesten Forschungen soll Iapetus in seiner Jugend schnell rotierend und noch nicht gefroren gewesen sein, da er von radioaktiven Stoffen (26Aluminium und 60Eisen) mit relativ kurzer Halbwertszeit aufgeheizt wurde. Durch die schnelle Rotation bekam er eine ausgebeulte Form. Die Aktivität der Isotope nahm ab, und Iapetus gefror, bevor sich die Rotationsdauer auf den heutigen Wert verlängerte.

### Dione
Dione ist der viertgrößte der Saturnmonde und überwiegend aus Wassereis zusammengesetzt. In ihrem Innern müssen größere Anteile an dichterem Material vorhanden sein, etwa silikatisches Gestein. Untersuchungen durch die Raumsonde Cassini deuten darauf hin, dass Dione ähnlich wie Enceladus eine Schicht aus flüssigem Material unterhalb der Oberfläche haben könnte. Verbiegungen der Kruste unter der Gebirgskette Janiculum Dorsa zeugen von einer inneren Erwärmung in für astronomische Maßstäbe jüngerer Zeit.

### Tethys
Tethys ist der fünftgrößte der Saturnmonde und ein eisiger Himmelskörper, ähnlich den großen Saturnmonden Dione und Rhea. Ihre geringe Dichte weist darauf hin, dass sie größtenteils aus Wassereis zusammengesetzt ist. Die Masse an Gestein kann 6 % der Gesamtmasse des Mondes nicht übersteigen. Eines der auffälligen Merkmale auf Tethys ist ein riesiges Tal, Ithaca Chasma, das etwa 100 km breit und drei bis fünf Kilometer tief ist. Mit einer Länge von 2.000 km läuft es zu etwa drei Vierteln um den Mond herum. Einer Theorie zufolge könnte es gebildet worden sein, als flüssiges Wasser im Innern des Mondes ausfror und die Oberfläche infolge der Ausdehnung aufriss.

### Enceladus

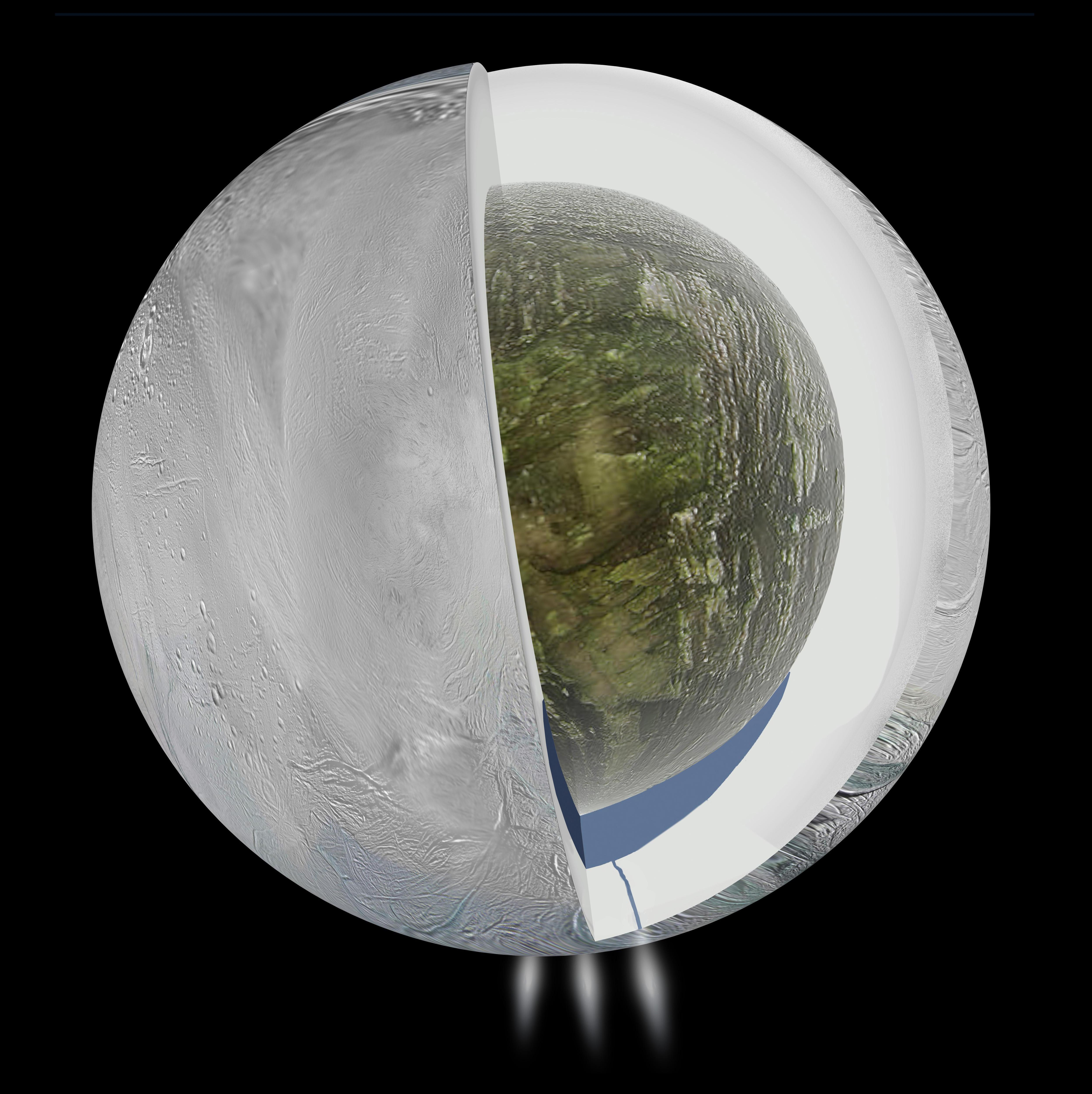
Vermuteter subglazialer Ozean in der Südpolregion von Enceladus

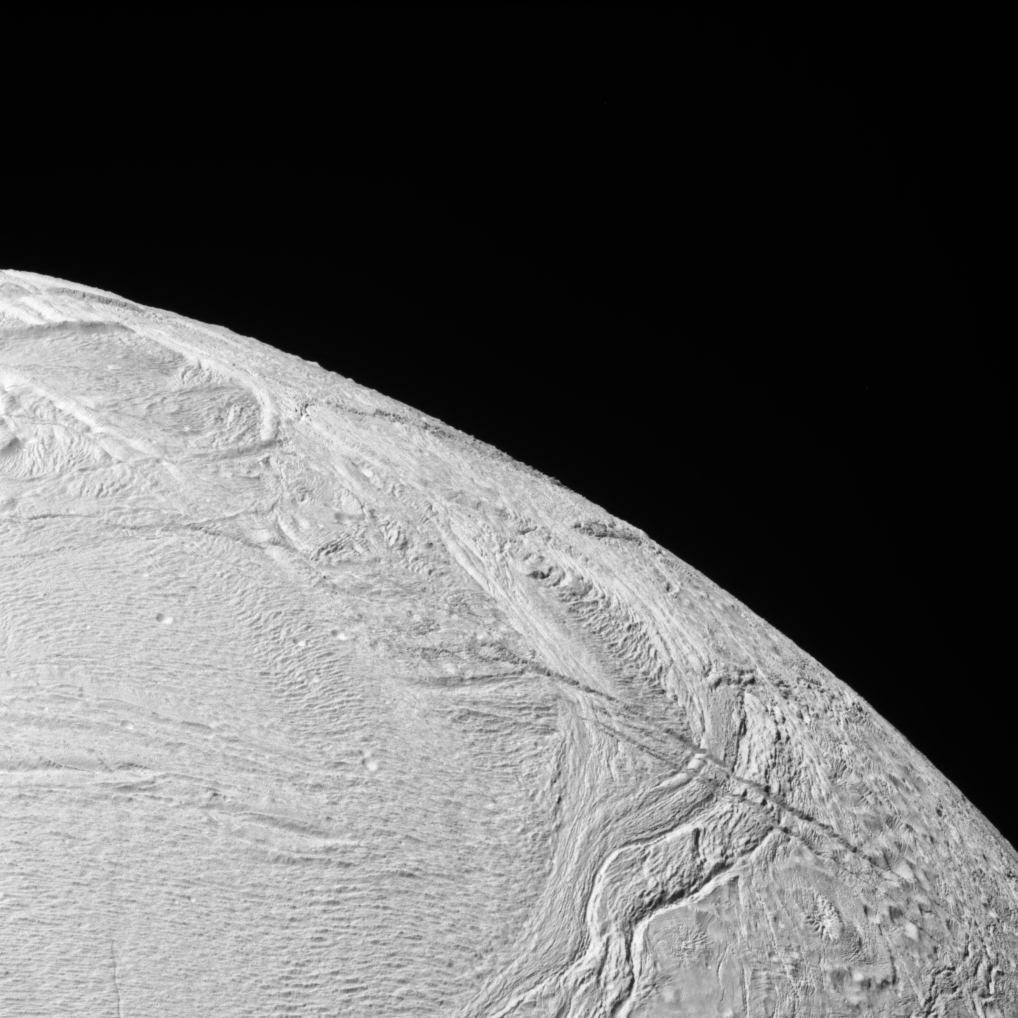
Oberfläche von Enceladus, aufgenommen von der Raumsonde Cassini

Enceladus ist der sechstgrößte der Saturnmonde und vermutlich überwiegend aus Wassereis zusammengesetzt, das 99 % des eingestrahlten Sonnenlichts reflektiert und ihn somit außergewöhnlich hell erscheinen lässt. Ein Teil seiner Oberfläche scheint mit einem geschätzten Alter von 100 Millionen Jahren relativ jung zu sein. Dies deutet darauf hin, dass Enceladus geologisch aktiv ist. Ursache ist offensichtlich Kryovulkanismus, bei dem Wasser aus dem Innern des Mondes austritt und sich über die Oberfläche verteilt.
Gravimetrische Messungen deuten darauf hin, dass sich unter dem Eis der Südpolregion ein Ozean aus Wasser befindet. Dabei wurden Vorbeiflüge von Cassini genutzt: Die Massenverteilung im Inneren des Mondes beeinflusst die Flugbahn der Sonde, was über die Dopplerverschiebung der Funksignale vermessen werden kann. Damit wurde eine Region höherer Dichte entdeckt, die als Wasserozean mit einer Tiefe von 10 km unter 30 bis 40 km Eis interpretiert wird.

### Mimas
Mimas ist der siebtgrößte der Saturnmonde und vermutlich überwiegend aus Wassereis mit geringem Anteil an silikatischem Gestein zusammengesetzt. Da die Dichte von Mimas etwas höher liegt als die Dichte von Wasser – das als einzige Komponente spektroskopisch gesichert nachgewiesen werden konnte –, ist es möglich, dass Mimas ein differenzierter Körper ist, der einen kleinen Gesteinskern mit einem dicken Mantel aus Wassereis aufweist. Mimas besitzt eine sehr hohe Albedo von etwa 0,962.
Im Jahr 2010 veröffentlichte die NASA eine Temperaturkarte von Mimas, wonach die Temperaturen jedoch entgegen den Erwartungen ungleichmäßig verteilt sind, da die wärmsten Regionen des Mondes sich in der Nähe des Morgenterminators (jener Bereich, wo gerade erst die Sonne aufging) sowie in den beiden Polarregionen befindet.
Untersuchungen von Cassini-Daten im Oktober 2014 lassen darauf schließen, dass der Kern des Mondes entweder unförmig ist und eine ähnliche Form wie ein Football aufweist oder Mimas einen flüssigen subglazialen Ozean besitzt.

### Hyperion
Hyperion ist für seine Größe einer der am stärksten unregelmäßig geformten Körper im Sonnensystem. Er ist überwiegend aus porösem Wassereis mit geringen Anteilen an silikatischem Gestein aufgebaut. Im Unterschied zu den meisten Saturnmonden weist Hyperion mit einer Albedo von 0,25 eine dunkle Oberfläche auf. Nach Untersuchungen der Raumsonde Cassini von 2005 handelt es sich bei den dunklen Ablagerungen um Kohlenwasserstoffverbindungen die die Wassereiskörner verunreinigen.

### Phoebe
Bis zum Jahr 2000 galt Phoebe als der äußerste der Saturnmonde. Mit 1,63 g/cm3 hat sie unter den großen Saturnmonden nach Titan die zweithöchste Dichte. Ihr Inneres muss außer Eis einen größeren Anteil an dichtem Material haben, etwa an silikatischem Gestein. Die meisten großen Saturnmonde besitzen eine sehr helle Oberfläche, dagegen ist die von Phoebe mit einer geometrischen Albedo von 0,081 extrem dunkel. Vermutlich ist (ähnlich wie bei Hyperion) das Eis an der Oberfläche verunreinigt.

## Eismonde des Uranus
Wie auch bei den Monden des Saturns, bestehen vermutlich alle der 27 (Stand: 28. September 2014) bekannten Uranus-Monde großteils aus Wassereis. Ihre Dichte variiert relativ gering von etwa 1,3 g/cm³ bis maximal 1,5 g/cm³. Lediglich drei der vier größten Monde, Titania, Oberon und Ariel weisen eine geringfügig höhere Dichte auf.

### Titania
Titania ist der größte Mond des Uranus und besitzt eine mittlere Dichte von 1,71 g/cm³. Die geringe Dichte und die hohe Albedo lassen vermuten, dass Titania aus etwa 50 % Wassereis, 30 % silikatischem Gestein und 20 % Kohlenstoffverbindungen sowie weiteren schweren organischen Verbindungen zusammengesetzt ist. Die Präsenz von Wassereis wird durch infrarote spektroskopische Untersuchungen von 2001 bis 2005 gestützt, die kristallines Wassereis auf Titanias Oberfläche zum Vorschein brachte. Dieses scheint auf Titanias führender Hemisphäre stärker vertreten zu sein. Der Grund dafür ist unbekannt, doch es scheint vom Bombardement geladener Teilchen von Uranus’ Magnetosphäre herzurühren, die auf der folgenden Hemisphäre durch die Co-Rotation des Plasmas stärker vertreten ist.
Die Wassereis-Gestein-Mischung und die mögliche Präsenz von Salz oder Ammoniak – die den Gefrierpunkt von Wasser senken – weisen darauf hin, dass zwischen Kern und Eismantel von Titania möglicherweise ein unterirdischer Ozean wie auf dem Jupitermond Europa existieren könnte. Die Tiefe dieses Ozeans würde in diesem Fall etwa 50 km betragen, die Temperatur wäre etwa um die −83 °C (190 K). Die gegenwärtige innere Struktur hängt stark von der thermischen Geschichte von Titania ab, die nicht hinreichend bekannt ist.

### Oberon

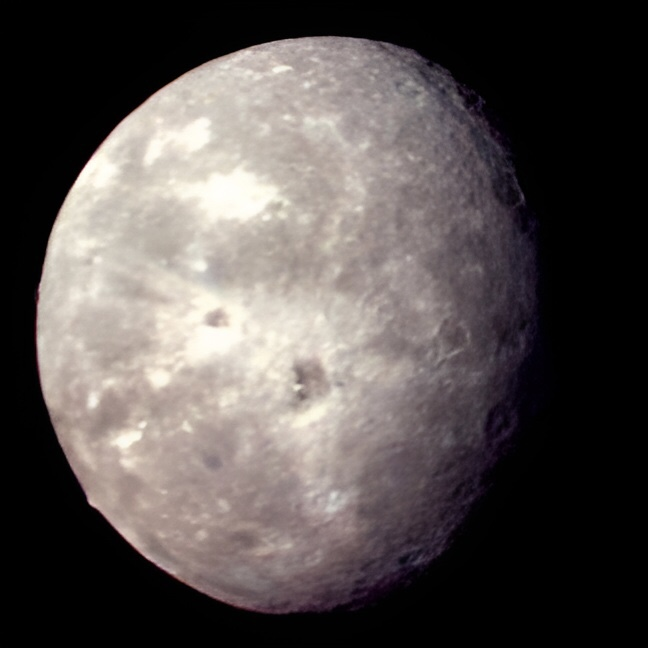
Oberon, aufgenommen von Voyager 2, 1986

Oberon ist der zweitgrößte Mond des Uranus und besitzt eine mittlere Dichte von 1,63 g/cm³. Die geringe Dichte und die Albedo lassen vermuten, dass Oberon aus etwa 50 % Wassereis, 30 % silikatischem Gestein und 20 % Kohlenstoffverbindungen und Stickstoffverbindungen sowie weiteren schweren organischen Verbindungen zusammengesetzt ist. Das Verhältnis von Wassereis zu Gestein steht im Einklang mit den anderen größeren Monden des Uranus. Die Präsenz von Wassereis wird durch infrarote spektroskopische Untersuchungen gestützt, die kristallines Wassereis auf Oberons Oberfläche zum Vorschein brachte. Dieses scheint auf Oberons nachfolgender Hemisphäre stärker vertreten zu sein; dies ist ein großer Gegensatz zu den anderen großen Uranusmonden, die auf der führenden Hemisphäre den größeren Anteil haben.
Der gegenwärtige Status des Eismantels ist noch unklar. Falls das Eis genügend den Gefrierpunkt von Wasser senkende Substanzen wie Salz oder Ammoniak enthält, könnte zwischen Kern und Eismantel von Oberon möglicherweise ein unterirdischer Ozean wie auf dem Jupitermond Europa existieren. Die Tiefe dieses Ozeans würde in diesem Fall etwa 40 km betragen, die Temperatur wäre etwa um die −93 °C (180 K). Die gegenwärtige innere Struktur hängt stark von der thermischen Geschichte von Oberon ab, die nicht hinreichend bekannt ist.

### Umbriel
Umbriel ist der drittgrößte Mond des Uranus und besitzt eine mittlere Dichte von 1,39 g/cm³. Anhand der niedrigen Dichte geht man davon aus, dass Umbriel aus etwa 60 % Wassereis zusammengesetzt ist. Weiter besitzt er Anteile von silikatischem Gestein und Kohlenstoffverbindungen wie Methan und dem organischen schweren Tholin. Die Präsenz von Wassereis wird durch infrarote spektroskopische Untersuchungen gestützt, die kristallines Wassereis auf Umbriels Oberfläche zum Vorschein brachte. Dieses scheint auf Umbriels führender Hemisphäre stärker vertreten zu sein. Der Grund dafür ist unbekannt, doch es scheint vom Bombardement geladener Teilchen von Uranus’ Magnetosphäre herzurühren, die auf der folgenden Hemisphäre durch die Co-Rotation des Plasmas stärker vertreten ist.
Dass im Eismantel von Umbriel ein unterirdischer Ozean wie auf dem Jupitermond Europa existieren könnte, gilt nach bisherigen Untersuchungen als unwahrscheinlich.

### Ariel
Ariel ist der hellste und viertgrößte Mond des Uranus und besitzt eine mittlere Dichte von 1,66 g/cm³. Ausgehend von der hohen Albedo von 0,39 und der geringen Dichte geht man davon aus, dass Ariel aus etwa 50 % Wassereis, 30 % silikatischem Gestein und 20 % Kohlenstoffverbindungen wie Methan und dem organischen schweren Tholin zusammengesetzt ist. Die Präsenz von Wassereis wird durch infrarote spektroskopische Untersuchungen gestützt, die kristallines Wassereis auf Ariels Oberfläche zum Vorschein brachte. Dieses scheint auf Ariels führender Hemisphäre stärker vertreten zu sein. Der Grund dafür ist unbekannt, doch es scheint vom Bombardement geladener Teilchen von Uranus’ Magnetosphäre herzurühren, die auf der folgenden Hemisphäre durch die Co-Rotation des Plasmas stärker vertreten ist.
Die Größe, die Wassereis-Gestein-Mischung und die mögliche Präsenz von Salz oder Ammoniak – die den Gefrierpunkt von Wasser senken – weisen darauf hin, dass Ariel ein differenzierter Körper ist, mit einem Gesteinskern und einem Mantel aus Wassereis. Dass im Eismantel von Ariel ein unterirdischer Ozean wie auf dem Jupitermond Europa existieren könnte, gilt nach bisherigen Untersuchungen als unwahrscheinlich.

### Miranda

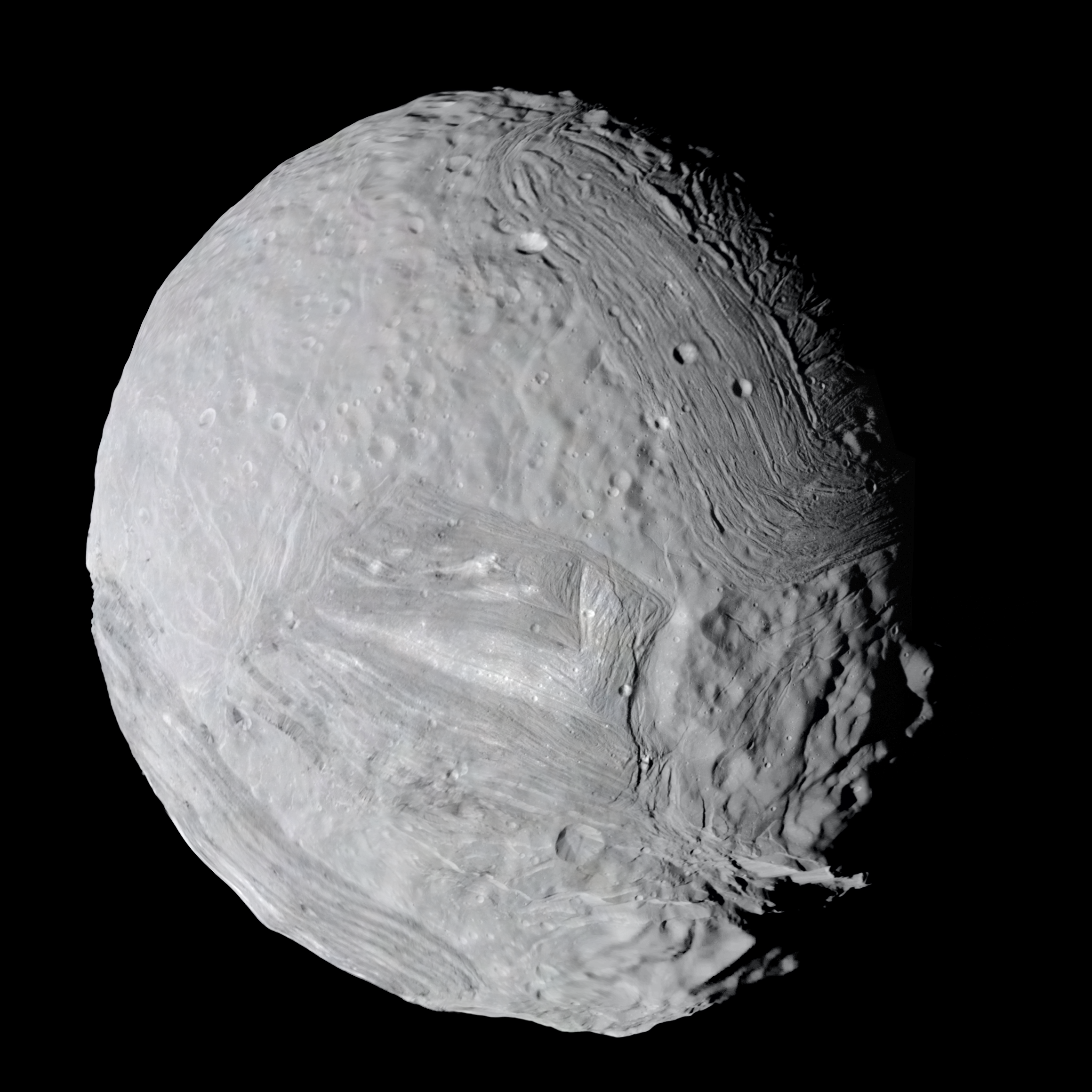
Miranda, basierend auf Mosaikaufnmahmen von Voyager 2, 1986

Miranda ist der fünftgrößte Mond des Uranus und besitzt eine mittlere Dichte von 1,21 g/cm³. Sie ist überwiegend (etwa 80 %) aus Wassereis, mit Anteilen von silikatischem Gestein, und Kohlenstoffverbindungen, wie Methan, zusammengesetzt. Miranda besitzt einige auffällige Merkmale, die vermutlich auf Kryovulkanismus bzw. Upwelling zurückzuführen sind.

## Eismonde des Neptun
Vermutlich bestehen alle der 14 (Stand: 28. September 2014) bekannten Neptun-Monde großteils aus Wassereis. Ihre Dichte variiert relativ gering von etwa 1,2 g/cm³ bis maximal 1,5 g/cm³. Lediglich Triton weist eine etwas höhere Dichte auf, während Galatea eine sehr geringe Dichte von nur 0,75 g/cm³ aufweist und somit wahrscheinlich zu den Rubble Piles gehört.

### Triton

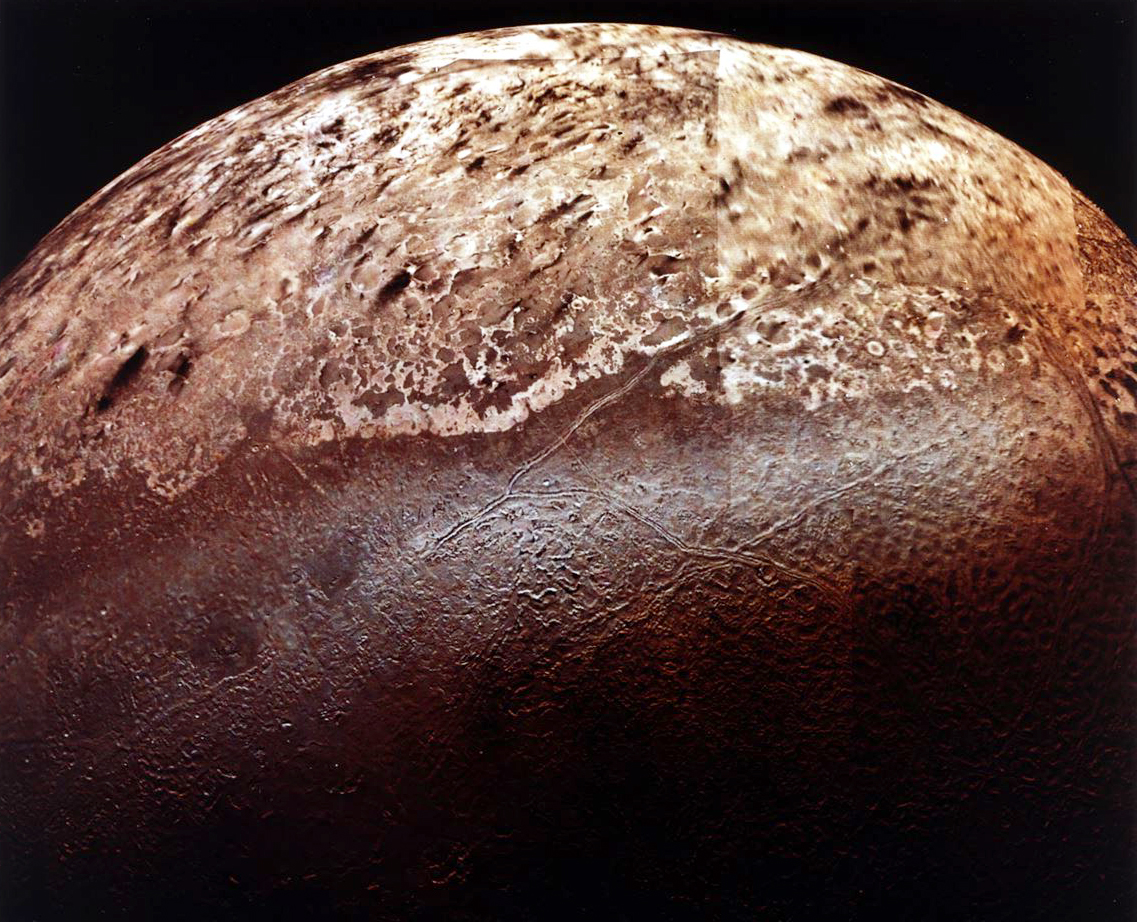
Triton, aufgenommen von Voyager 2, 1989

Vermutlich besteht Triton aus einem differenzierten Aufbau, einem Kern aus silikatischem Gestein und einer Kruste aus Wassereis. Forschungsergebnisse aus dem Jahr 2012 weisen außerdem auf die Möglichkeit hin, dass ein dünner, ammoniakreicher Ozean unter der Oberfläche existieren könnte. Die Energie, um den Ozean unter der Oberfläche bei −90 °C flüssig zu halten, soll vom Zerfall radioaktiver Stoffe in Tritons Inneren und der Gezeitenreibung, die beim Umlauf um Neptun entsteht stammen.

### Nereid
Nereid ist der drittgrößte Mond des Neptuns. Im Spektrum erscheint Nereid grau gefärbt. Spektral bewegt sich Nereid zwischen den Uranusmonden Titania und Umbriel, was auf eine Oberflächenzusammensetzung von Wassereis – das 1998 von der Gruppe um Michael E. Brown identifiziert wurde – und spektral neutralem Material hinweist. Vom Spektrum her ähnelt Nereid eher Proteus als Triton und ist auffällig anders als die Asteroiden des äußeren Sonnensystems, was eher auf eine Entstehung im Neptunsystem als auf einen eingefangenen Asteroiden hindeutet.

## Transneptunische Eismonde
Einige der transneptunischen Zwergplaneten besitzen ebenfalls Monde mit den Charakteristika eines Eismondes. Erwähnenswert sind ebenfalls die eisigen Zwergplaneten Ixion, Orcus, Quaoar und Sedna sowie Haumea.

### Charon (Pluto)

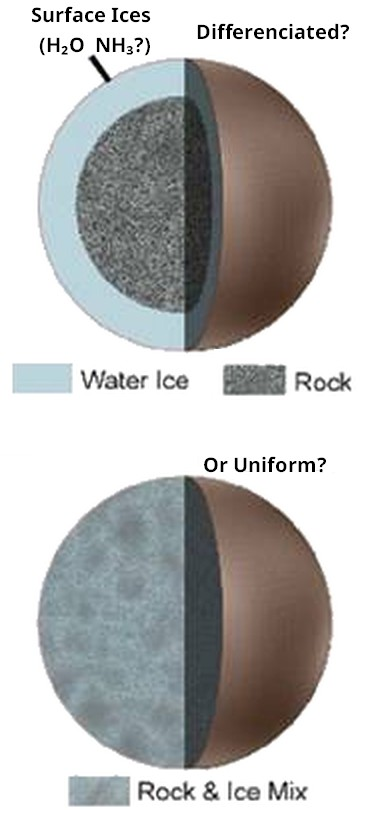
Zwei unterschiedliche Theorien zum inneren Aufbau von Charon

Charons mittlere Dichte wurde mit 1,71 g/cm³ bestimmt. Er sollte damit zu etwa 55–60 % aus Gestein und zu 40–45 % aus Wassereis bestehen; ein augenfälliger Unterschied zu Pluto, dessen Gesteinsanteil bei etwa 70 % liegt. Zum inneren Aufbau von Charon gibt es zwei Theorien: Entweder ist Charon ein differenziert aufgebauter Körper mit einem Gesteinskern und Eismantel, oder er besteht aus einer einheitlichen Eis-Gestein-Mischung. Durch die Entdeckung von Hinweisen auf Kryovulkanismus wird die erste Theorie favorisiert. Charons Oberfläche scheint aus Wassereis zu bestehen.

### Hiʻiaka und Namaka(Haumea)
Starke Absorption bei Wellenlängen von 1,2 und 2 Mikrometern im infraroten Spektrum weisen darauf hin, dass die Oberfläche der Monde Hiʻiaka und Namaka hauptsächlich aus Wassereis besteht.